# Velo (micología)
En micología, el velo es una de las diversas estructuras que poseen los hongos, concretamente la delgada membrana que cubre el píleo y el tallo de los hongos inmaduros.
Los velos pueden ser clasificados en dos categorías:
- Velo universal
- Velo parcial